# Herb gminy Rudna

Dostojna wersja herbu używana czasem przez organy gminy

Herb gminy Rudna – symbol gminy Rudna.

## Wygląd i symbolika
Herb przedstawia na tarczy w polu niebieskim Świętą Katarzynę z Aleksandrii ubraną w pofałdowaną zieloną suknię przepasaną żółtym pasem, na której ramionach narzucony jest czerwony płaszcz. Ponadto ma na sobie brązowe buty lekko widoczne spod sukni. W prawej ręce trzyma miecz ze stali o złotej rękojeści skierowany w dół, a w lewej unosi koło z sześcioma szprychami na wysokości ramion. Głowę jej wieńczy korona oraz nimb. Według historycznych wersji herbu wyobrażenie Świętej Katarzyny jest symbolem Rudnej co najmniej od okresu średniowiecza.